# Condado de Martin (Flórida)
O condado de Martin (em inglês:  Martin County) é um dos 67 condados do estado americano da Flórida. A sede e cidade mais populosa do condado é Stuart. Foi fundado em 30 de maio de 1925.

## Geografia
De acordo com o United States Census Bureau, o condado possui uma área de 1 950 km², dos quais 1 408 km² estão cobertos por terra e 542 km² por água.

## Demografia
Segundo o censo nacional de 2010, o condado possui uma população de 146 318 habitantes e uma densidade populacional de 104 hab/km². Possui 78 131 residências, que resulta em uma densidade de 55 residências/km².
Das quatro localidades incorporadas no condado, Stuart é a mais populosa e a mais densamente povoada, com 15 593 habitantes e densidade populacional de 905,3 hab/km², enquanto Ocean Breeze Park é a menos populosa, com 355 habitantes. De 2000 para 2010, a população de Jupiter Island cresceu 32% e a de Ocean Breeze Park reduziu em 23%. Apenas uma localidade possui população superior a 10 mil habitantes.